# Chevannes (Yonne)
Chevannes es una localidad y comuna francesa situada en la región de Borgoña, departamento de Yonne, en el distrito de Auxerre y cantón de Auxerre-Sud.

## Demografía
| 1 122 | 1 299 | 1 341 | 1 412 | 1 336 | 1 452 | 1 407 | 1 403 | 1 374 | 1 393 | 1 375 | 1 396 | 1 346 | 1 361 | 1 459 | 1 361 | 1 285 | 1 283 | 1 224 | 1 176 | 918 | 931 | 850 | 812 | 772 | 780 | 813 | 846 | 1 143 | 1 623 | 1 901 | 1 958 | 2 120 |
| Para los censos de 1962 a 1999 la población legal corresponde a la población sin duplicidades (Fuente: INSEE [Consultar]) |       |       |       |       |       |       |       |       |       |       |       |       |       |       |       |       |       |       |       |     |     |     |     |     |     |     |     |       |       |       |       |       |